# Christine Nguyen
Christine Nguyen (ur. 4 lutego 1980 w Ho Chi Minh, Wietnam) – amerykańska aktorka pornograficzna i modelka pochodząca z Wietnamu. Występowała pod takimi pseudonimami artystycznymi, jak Jennifer Loma i Jennifer Lee. 

## Kariera
Urodziła się w Wietnamie, jednak niedługo potem jej rodzina wyemigrowała do Stanów Zjednoczonych do Houston w Teksasie. Studiowała komunikację i dziennikarstwo na University of Texas w Austin, a później trafiła do prywatnej szkoły prawniczej South Texas College of Law w Houston. W czasie studiów została zauważona przez agencję fotograficzną, która zaproponowała jej sesję zdjęciową – wtedy też otrzymała swoją pierwszą pracę w reklamie sieci restauracji McDonald’s. W trakcie kariery fotomodelki jej zdjęcia pojawiały się w takich magazynach jak „Maxim”, „Sports Illustrated”, „Hustler”, „Playboy”, „DUB”, „Marie Claire”, „JANE” i „Skinnie”. Występowała również w reklamach telewizyjnych.
Początkowo jako aktorka występowała w rolach drugo- i trzecioplanowych. Sławę przyniosły jej występy w produkcjach erotycznych typu softcore zarówno pod pseudonimem Jennifer Lee jak również pod własnym imieniem i nazwiskiem. Jej kariera koncentruje się na udziale w filmach pełnometrażowych i serialach erotycznych emitowanych w nocnym paśmie Cinemax. Współpracowała również z reżyserami Fredem Olenem Rayem i Jimem Wynorskim przy tychże produkcjach. Oprócz tego pojawiała się okresowo w rolach cameo w filmach i serialach mainstreamowych takich jak Idol z piekła rodem (2010), Dexter (2006–2013), Kłamstwa na sprzedaż (2012–2016) oraz horrorach klasy B.
Mieszka w Los Angeles w Kalifornii.

## Wybrana filmografia
- Dziewczyny, karabiny i krew (Girls Guns and Blood; 2019) jako Kitty
- Atak krwiożerczych donatów (Attack of the Killer Donuts; 2016) jako Martha
- Kroniki strażnika (Vigilante Diaries; serial telewizyjny 2016) jako Chrissy
- CSI: Kryminalne zagadki Las Vegas (2014) jako dziewczyna w domu publicznym
- Kłamstwa na sprzedaż (House of Lies; 2013) jako dziewczyna na randce
- Dexter (2012) jako tancerka
- Tanya X (serial telewizyjny; 2011) jako Sandy Bottoms
- Bikini Jones and the Temple of Eros (2010) jako Bikini Jones
- Idol z piekła rodem (Get Him to the Greek; 2010) jako striptizerka w Las Vegas
- The Devil Wears Nada (2009) jako Candy Cane
- Wolna chata (House Broken; 2009) jako gorąca blondynka
- Trawka marzeń (Sex Pot; 2009) jako Cindy
- Melanż z muchą (Party Down; serial telewizyjny 2009) jako kobieta współzawodniczka
- 7 Lives Xposed (serial telewizyjny 2006) jako Chrissie